# BY Волопаса
BY Волопаса (лат. BY Boötis), HD 123657 — двойная звезда в созвездии Волопаса на расстоянии приблизительно 620 световых лет (около 190 парсеков) от Солнца. Видимая звёздная величина звезды — от +5,33m до +4,98m.

## Характеристики
Первый компонент — красный гигант*, пульсирующая медленная неправильная переменная звезда (LB:) спектрального класса M4-4,5III, или M3, или M4III, или M4,5III, или M6, или Mb. Масса — около 1,715 солнечной, радиус — около 191,13 солнечных, светимость — около 2009,044 солнечных. Эффективная температура — около 3576 K.
Второй компонент — коричневый карлик. Масса — около 53,43 юпитерианских. Удалён на 1,79 а.е..